# Khajliri
Khajliri fou un estat tributari protegit, que consta com un dels thakurats garantits pels britànics a l'Índia Central segons la Gaseta Imperial de l'Índia de 1885, que no en dona cap més detall, ni és esmentat per cap altra font.